# Efrén Vázquez
Efrén Vázquez (Bilbao, 1986. szeptember 2. –) spanyol motorversenyző, jelenleg a MotoGP 125 köbcentiméteres géposztályának tagja a Derbi színeiben.

## Statisztika
| Szezon   | Géposztály | Motor   | Verseny | Győzelem | Dobogó | Pole | Pont | Poz. |
| -------- | ---------- | ------- | ------- | -------- | ------ | ---- | ---- | ---- |
| 2007     | 250 cm³    | Aprilia | 10      | 0        | 0      | 0    | 1    | 29.  |
| 2008     | 125 cm³    | Aprilia | 15      | 0        | 0      | 0    | 31   | 20.  |
| 2009     | 125 cm³    | Derbi   | 16      | 0        | 0      | 0    | 54   | 14.  |
| 2010     | 125 cm³    | Derbi   | 17      | 0        | 2      | 0    | 152  | 5.   |
| Összesen |            |         | 58      | 0        | 2      | 0    | 238  |      |

## Teljes MotoGP-eredménylistája
| Év   | Géposztály | Motor   | 1      | 2       | 3      | 4      | 5       | 6       | 7      | 8       | 9       | 10      | 11     | 12     | 13      | 14      | 15      | 16      | 17     | Poz. | Pont |
| ---- | ---------- | ------- | ------ | ------- | ------ | ------ | ------- | ------- | ------ | ------- | ------- | ------- | ------ | ------ | ------- | ------- | ------- | ------- | ------ | ---- | ---- |
| 2007 | 250 cm³    | Aprilia | QAT    | SPA     | TUR    | CHN    | FRA     | ITA     | CAT    | GBR 16  | NED 18  | GER Ret | CZE 15 | SMR 16 | POR Ret | JPN Ret | AUS Ret | MAL Ret | VAL 18 | 29.  | 1    |
| 2008 | 125 cm³    | Aprilia | QAT 9  | SPA Ret | POR 15 | CHN 10 | FRA Ret | ITA 18  | CAT 16 | GBR DNS | NED Ret | GER 15  | CZE 18 | SMR 11 | IND 20  | JPN 14  | AUS 11  | MAL DNS | VAL 12 | 20.  | 31   |
| 2009 | 125 cm³    | Derbi   | QAT 17 | JPN 22  | SPA 5  | FRA 8  | ITA Ret | CAT Ret | NED 12 | GER 17  | GBR 9   | CZE 14  | IND 21 | SMR 12 | POR Ret | AUS 7   | MAL Ret | VAL 7   |        | 14.  | 54   |
| 2010 | 125 cm³    | Derbi   | QAT 2  | SPA Ret | FRA 4  | ITA 5  | GBR 11  | NED Ret | CAT 5  | GER 8   | CZE Ret | IND 4   | SMR 3  | ARA 4  | JPN Ret | MAL 4   | AUS 4   | POR 8   | VAL 8  | 5.   | 152  |